# Сражение на Лизене
Сражение на Лизене (нем. Schlacht an der Lisaine) или сражение при Эрикуре — ряд боёв 14-17 января 1871 года между прусским корпусом генерала фон Вердера, прикрывавшим с юга осаду Бельфора, и французской армией генерала Бурбаки, пытавшегося деблокировать эту крепость. 

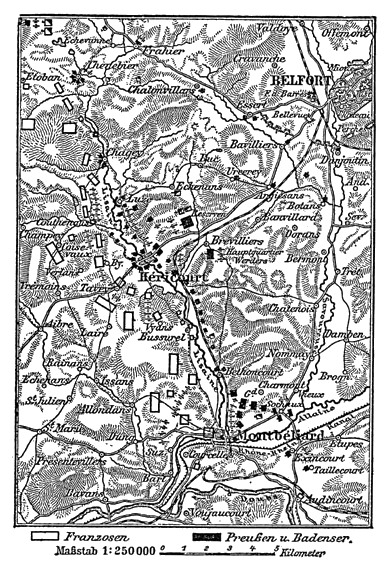
Карта сражения

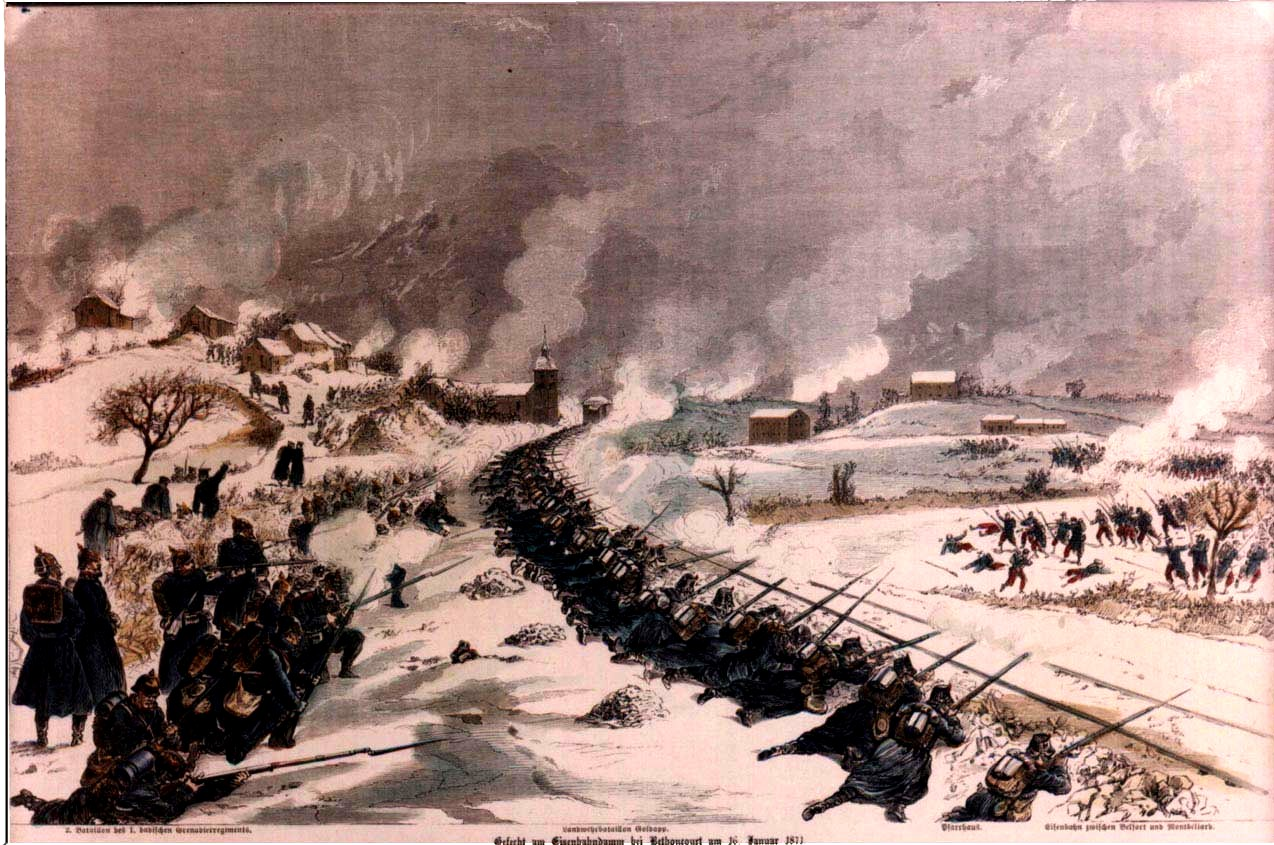
Отражение французской атаки

С осени 1870 года пруссаки удерживали большую часть территории северной Франции. На востоке Франции были оккупированы Эльзас, Франш-Конте, часть Бургундии. Полковник Денфер-Рошро заперся со своими войсками в цитадели Бельфора. В декабре 1870 года правительство сформировало под руководством генерала Шарля Дени Бурбаки новую армию — Восточную. Ее задачей было перерезать тылы и коммуникации пруссаков и попутно достичь осаждённого Бельфора. Начав наступление с Клерваля (небольшой городок к северу от Безансона), генерал Бурбаки 8-9 января 1871 года разбил пруссаков генерала фон Вердера и захватил Виллерсексель (Верхняя Сона). Пруссаки отошли в направлении Монбельяра и, воспользовавшись двумя днями передышки (10 и 12 января), чтобы закрепиться по фронту протяженностью около 20 км вдоль реки Лизены от Монбельяра и Эрикура на юге до Фрайе — на севере. Они взорвали большую часть мостов, остальные начинили взрывчаткой.  
Хотя силы французской Восточной армии (130-140 тысяч, 400 орудий) втрое превышали корпус Вердера, около 52 000 человек, расположенный к тому же на весьма растянутой позиции, но боевые качества этой армии, наскоро сформированной и обученной, были невысоки.
План Бурбаки состоял в лобовой атаке на позиции противника. Первые бои произошли перед Эрикуром и Монбельяром. В течение 14-17 января части французской армии непрерывно атаковали. Самые ожесточенные бои развернулась перед Эрикуром и Шаже. Погода благоприятствовала обороняющимся: шел сильный снег, ночная температура достигает −20 °C. Несмотря на некоторые частные успехи (были взяты Монбельяр и Шенбье), Восточная армия не смогла одержать решительной победы. 
В ночь на 18 января, не добившись решительного прорыва, Бурбаки решил приостановить боевые действия и отвести свои войска на юг, в сторону Безансона. Таким образом, освобождение Бельфора провалилось. Тем временем немцы перебросили два армейских корпуса под начальством Мантейфеля, которые вместе с корпусом Вердера составили Южную армию. Под угрозой окружения Восточная армия была вынуждена повернуть свой марш в сторону Понтарлье. Загнанные в угол на швейцарской границе голодные, измученные и изможденные холодом солдаты Восточной армии оказались в ловушке. Бурбаки пытался покончить жизнь самоубийством. Он оставляет командование армией генералу Кленшану, своему заместителю. Последний договорился об интернировании армии в Швейцарии с ее разоружением при пересечении границы.